# Бабенко Олександр Олександрович
Олекса́ндр Олекса́ндрович Бабе́нко (нар. 4 вересня 1935, місто Новоросійськ, тепер Краснодарського краю, Російська Федерація) — радянський державний діяч, інженер-будівельник, міністр будівництва СРСР в районах Далекого Сходу і Забайкалля, міністр будівництва в східних районах СРСР, заступник голови Ради міністрів Російської РФСР. Кандидат у члени ЦК КПРС у 1986—1989 роках. Член ЦК КПРС у 1989—1990 роках. Депутат Верховної ради РРФСР 11-го скликання. Почесний член Російської інженерної академії.

## Життєпис
Народився в родині робітника. У 1952 році закінчив з медаллю середню школу в місті Саратові.
У 1952—1957 роках — студент факультету промислового та цивільного будівництва Саратовського автомобільно-дорожнього інституту.
У 1957—1958 роках — майстер будівельної дільниці тресту «Сталінградметалургбуд», майстер в управлінні «Алюмінбуду» міста Сталінграда на будівництві Сталінградського алюмінієвого заводу.
У 1958—1960 роках — виконроб будівельно-монтажного управління № 4 (БМУ—4), у 1960—1961 роках — начальник дільниці, головний інженер спеціалізованого управління, у 1961—1962 роках — начальник будівельно-монтажного управління № 6 (БМУ—6) тресту № 1 «Саратовхімважбуд» міста Саратова.
Член КПРС з 1961 року.
У 1962—1963 роках — головний інженер тресту «Красноярськліспромбуд».
У 1963—1964 роках — начальник виробничо-розпорядчого управління промислового будівництва, у 1964—1967 роках — заступник начальника головного управління з будівництва «Головкрасноярськбуд» в селищі Маклаково Красноярського краю.
У 1967—1971 роках — керуючий тресту «Ачинськалюмінбуд» (будівництво Ачинського глиноземного комбінату) Красноярського краю.
У 1971—1974 роках — 1-й заступник начальника головного управління з будівництва «Головкрасноярськбуд» Красноярського краю.
У 1974—1977 роках — начальник комбінату «Електрометалургбуд» у місті Старий Оскол Бєлгородської області.
У 1977—1978 роках — заступник міністра, у 1978—1983 роках — 1-й заступник міністра будівництва підприємств важкої індустрії СРСР.
9 вересня 1983 — 19 серпня 1986 року — міністр будівництва СРСР в районах Далекого Сходу і Забайкалля.
19 серпня 1986 — 1 березня 1989 року — міністр будівництва в східних районах СРСР.
У березні 1989 — червні 1990 року — заступник голови Ради міністрів Російської РФСР.
У 1990—1991 роках — заступник голови Державного комітету РРФСР по архітектурі і будівництву.
У 1991—1992 роках — заступник міністра архітектури, будівництва та житлово-комунального господарства Російської Федерації. У 1992—1994 роках — заступник голови Державного комітету Російської Федерації з питань архітектури і будівництва. У 1994—1997 роках — 1-й заступник міністра будівництва Російської Федерації. У серпні 1997 — червні 1998 року — 1-й заступник голови Державного комітету Російської Федерації з житлової і будівельної політики.
З 1998 року — 1-й віцепрезидент акціонерного товариства «Росцивілреконструкція».

## Нагороди і звання
- орден Леніна
- орден Жовтневої Революції
- орден Трудового Червоного Прапора
- медалі
- Премія Ради Міністрів СРСР
- Заслужений будівельник Російської Федерації